# NWFL Premiership
La NWFL Premiership, precedentemente denominata Nigeria Women Premier League, è la massima serie del campionato nigeriano femminile di calcio ed è posto sotto l'egida della Federcalcio nigeriana (NFA). È l'equivalente femminile del campionato maschile, la Nigerian Professional Football League (NPFL). La Nigeria Women Football League (NWFL) organizza sia la Nigeria Women Premier League che il campionato cadetto, la Nigeria Women Pro-league.
Fondata nel 1990, ha cadenza annuale, originariamente svolta nell'anno solare per cambiare formula e assumere l'attuale denominazione dalla stagione 2021-2022 dopo che il campionato 2020 venne annullato a conseguenza delle restrizioni per contrastare la pandemia di COVID-19 nel paese.
Il club maggiormente titolato è il Pelican Stars, con sede a Calabar, vincitore di 7 titoli di Campione di Nigeria, mentre il detentore, vincitore del campionato 2019, è il Rivers Angels, al suo quarto trofeo nazionale.

## Le squadre

### Organico attuale
Alla stagione 2021-2022 partecipano le seguenti 14 squadre:
- Abia Angels
- Bayelsa Queens
- Confluence Queens
- Delta Queens
- DreamStar FC Ladies
- Edo Queens
- Ibom Angels
- Nasarawa Amazons
- Osun Babes
- Pelican Stars
- Rivers Angels
- Robo Queens
- Royal Queens
- Sunshine Queens

## Albo d'oro
la seguente tabella elenca le squadre campioni e le seconde classificate:
| Anno | Campione                                         | Vicecampione                                     |
| ---- | ------------------------------------------------ | ------------------------------------------------ |
| 1990 | Jedege Babes                                     | [ 7 ]                                            |
| 1991 | Mande River State (River Mermaids)               |                                                  |
| 1992 | Ufuoma Babes                                     |                                                  |
| 1993 | Ufuoma Babes                                     |                                                  |
| 1994 | Rivers Angels                                    | Jedege Babes                                     |
| 1995 | Ufuoma Babes                                     | Pelican Stars                                    |
| 1996 | Ufuoma Babes                                     |                                                  |
| 1997 | Pelican Stars                                    |                                                  |
| 1998 | Pelican Stars                                    |                                                  |
| 1999 | Pelican Stars                                    | FCT Queens                                       |
| 2000 | Pelican Stars                                    | FCT Queens                                       |
| 2001 | Pelican Stars                                    | FCT Queens                                       |
| 2002 | Pelican Stars                                    | FCT Queens                                       |
| 2003 | Delta Queens                                     | FCT Queens                                       |
| 2004 | Bayelsa Queens                                   | Pelican Stars                                    |
| 2005 | Pelican Stars                                    | Bayelsa Queens                                   |
| 2006 | Bayelsa Queens                                   | Nasarawa Amazons                                 |
| 2007 | Bayelsa Queens                                   | Nasarawa Amazons                                 |
| 2008 | Delta Queens                                     | Bayelsa Queens                                   |
| 2009 | Delta Queens                                     | Rivers Angels                                    |
| 2010 | Rivers Angels/Pelican Stars                      |                                                  |
| 2011 | Delta Queens                                     | Rivers Angels                                    |
| 2012 | Delta Queens                                     | Rivers Angels                                    |
| 2013 | Nasarawa Amazons                                 | Rivers Angels                                    |
| 2014 | Rivers Angels                                    | Pelican Stars                                    |
| 2015 | Rivers Angels                                    | Bayelsa Queens                                   |
| 2016 | Rivers Angels                                    | Nasarawa Amazons                                 |
| 2017 | Nasarawa Amazons                                 | Delta Queens                                     |
| 2018 | Bayelsa Queens                                   | Nasarawa Amazons                                 |
| 2019 | Rivers Angels                                    | Confluence Queens                                |
| 2020 | Non disputato a causa della pandemia di COVID-19 | Non disputato a causa della pandemia di COVID-19 |

## Statistiche
| Squadra           | Titoli | Anni                                           |
| ----------------- | ------ | ---------------------------------------------- |
| Pelican Stars     | 7      | 1997, 1998, 1999, 2000, 2001, 2002, 2005, 2010 |
| Delta Queens      | 5      | 2003, 2008, 2009, 2011, 2012                   |
| Ufuoma Babes      | 4      | 1992, 1993, 1995, 1996                         |
| Rivers Angels     | 4      | 1994, 2010, 2014, 2015, 2016, 2019             |
| Bayelsa Queens    | 4      | 2004, 2006, 2007, 2018                         |
| Nasarawa Amazons  | 2      | 2013, 2017                                     |
| Jedege Babes      | 1      | 1990                                           |
| Mande River State | 1      | 1991                                           |